# Haskayne
Haskayne är en by i civil parish Downholland, i distriktet West Lancashire, i grevskapet Lancashire, i England. Byn är belägen 5 km från Ormskirk. Byn hade 715 invånare år 2021.